# Lajos Mecser
Lajos Mecser (né le 23 septembre 1942 à Bükkaranyos) est un athlète hongrois, spécialiste des courses de fond.

## Biographie
Il remporte la médaille d'argent du 10 000 mètres lors des championnats d'Europe de 1966, à Budapest, devancé par l'Est-allemand Jürgen Haase. L'année suivante, il obtient la médaille de bronze du 3 000 mètres aux Jeux européens en salle de Prague.
Il participe à la finale du 10 000 m lors des Jeux olympiques de 1968, à Mexico.

### Palmarès
| Date | Compétition                | Lieu     | Résultat | Épreuve  | Performance   |
| ---- | -------------------------- | -------- | -------- | -------- | ------------- |
| 1966 | Championnats d'Europe      | Budapest | 2e       | 10 000 m | 28 min 27 s 0 |
| 1967 | Jeux européens en salle    | Prague   | 3e       | 3 000 m  | 8 min 0 s 6   |
| 1967 | Coupe d'Europe des nations | Kiev     | 2e       | 10 000 m | 28 min 55 s 6 |

### Autres résultats
- Cross de L'Humanité : 1er en 1964 et 1966.

### Records
| Épreuve  | Performance   | Lieu     | Date         |
| -------- | ------------- | -------- | ------------ |
| 10 000 m | 28 min 27 s 0 | Budapest | 30 août 1966 |